# Powis Castle

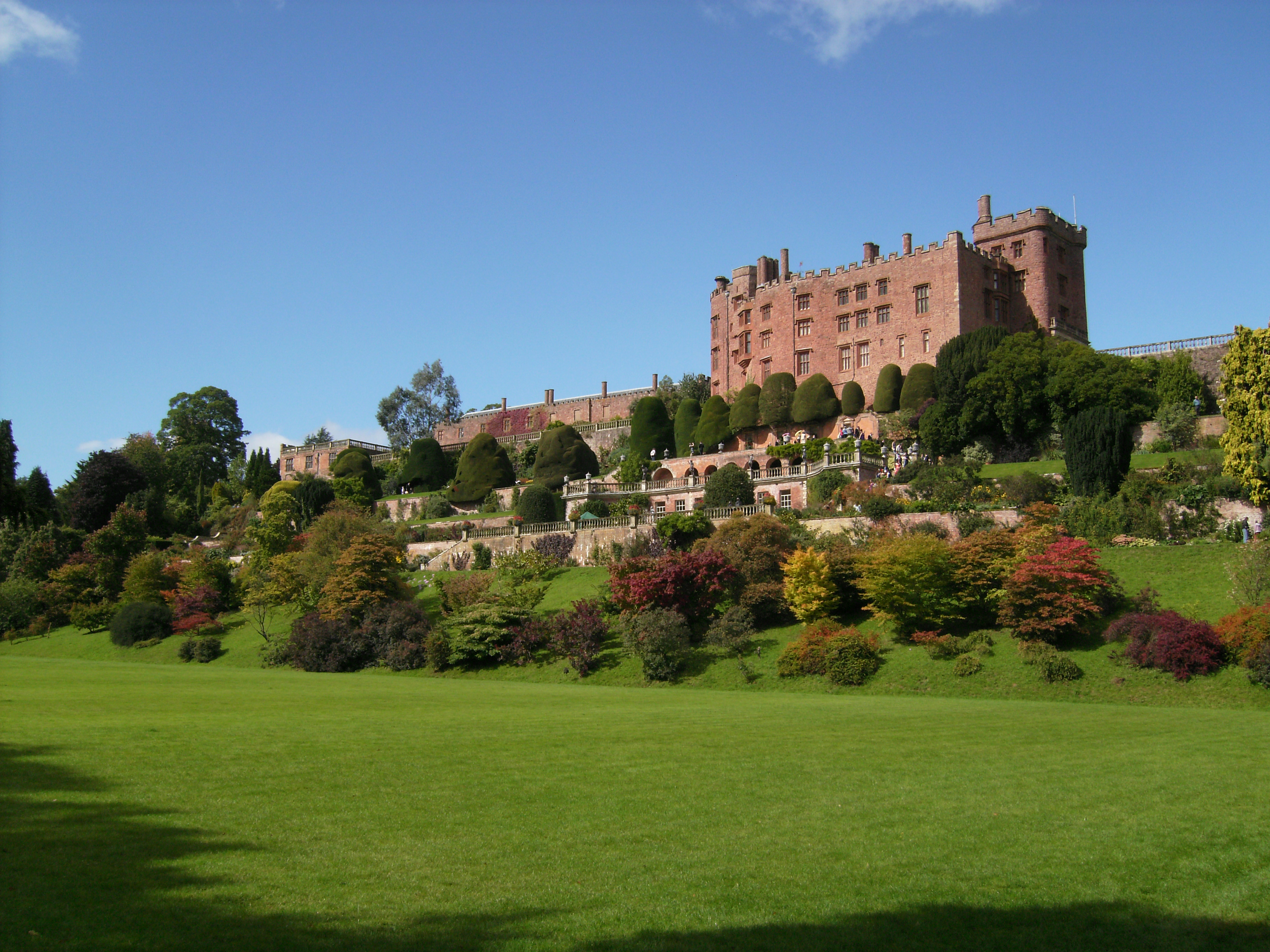
Galles: il Powis Castle, nei dintorni di Welshpool

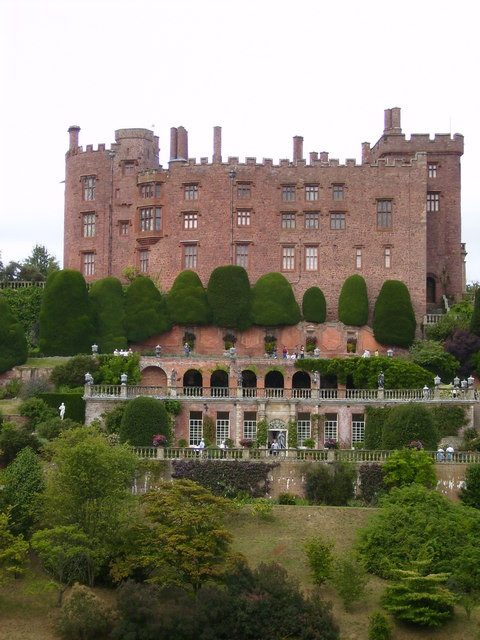
Visione d'insieme del castello e dei giardini circostanti

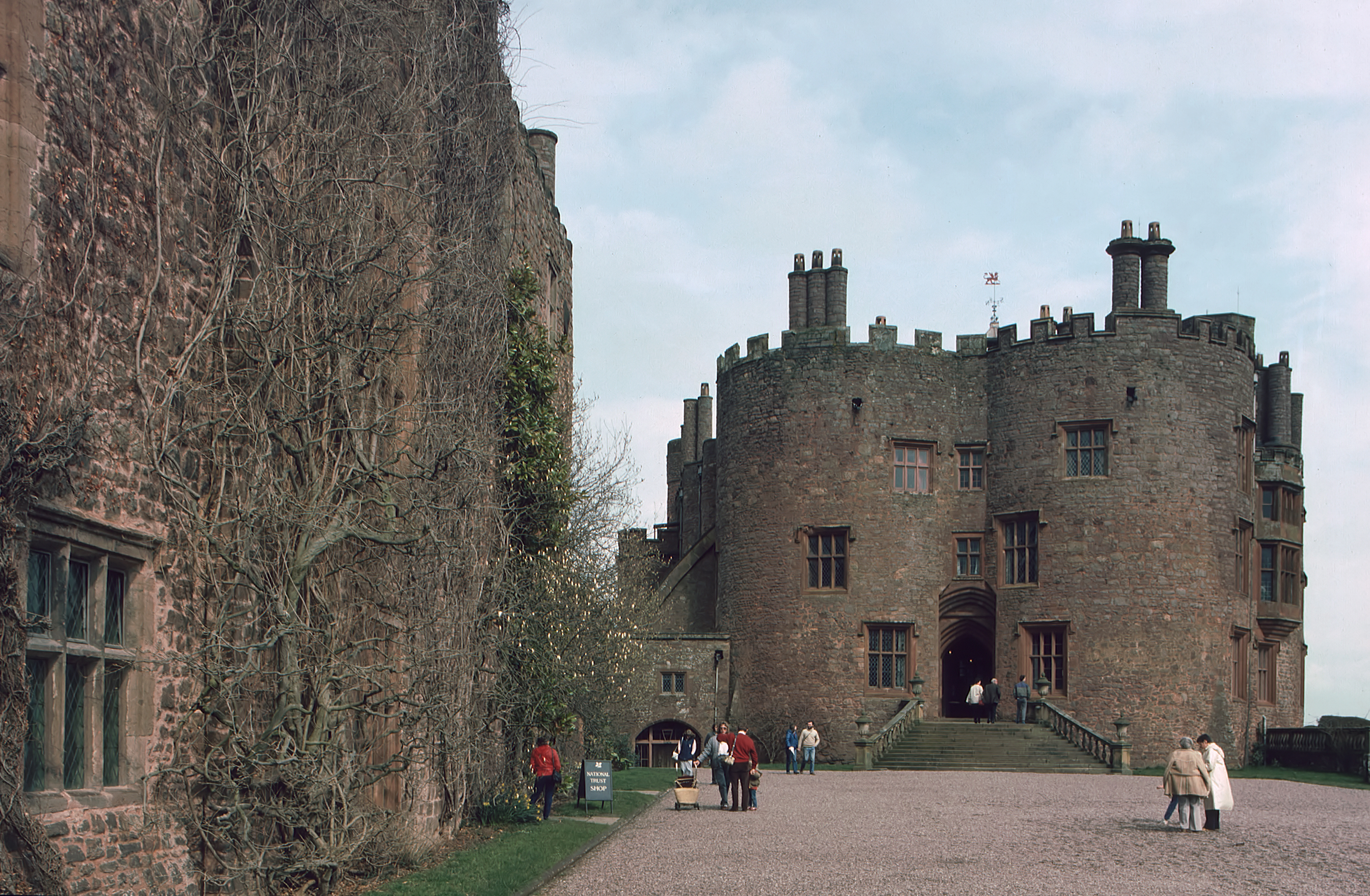
L'entrata del castello

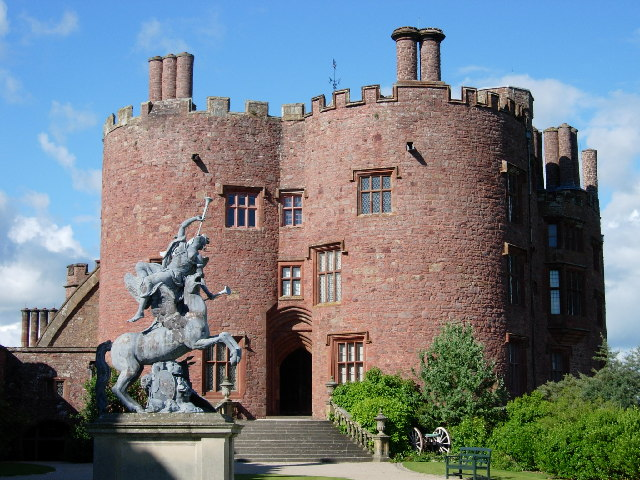
Entrata e statua del castello

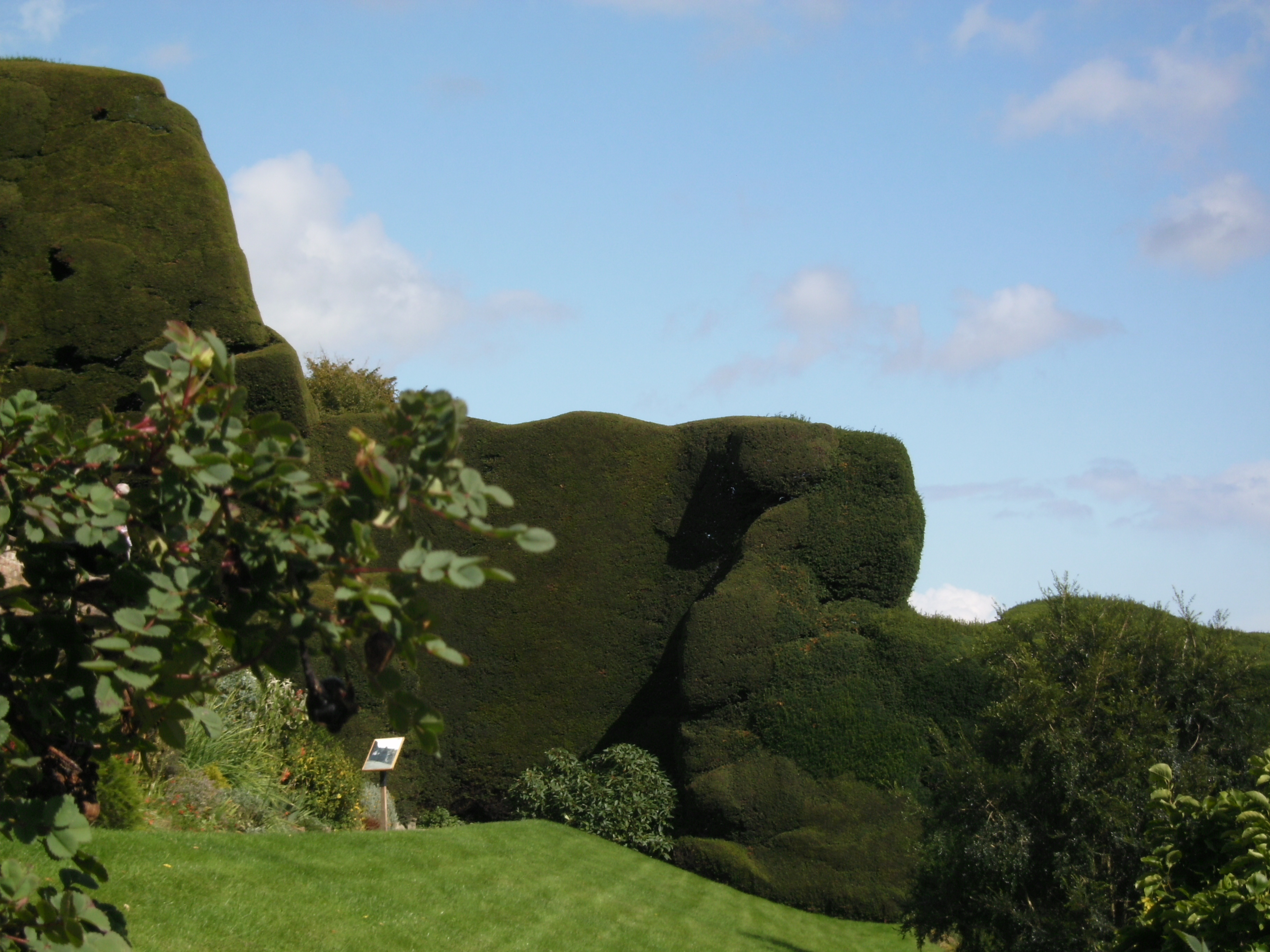
Una siepe nei giardini del castello

Il Powis Castle ("Castello del Powis/Powys; in gallese: Castell Powis o Castell Coch, ovvero "Castello Rosso", da non confondere con il Castell Coch situato nei dintorni di Cardiff) è una fortezza nei dintorni della cittadina gallese di Welshpool, nella contea di Powys (Galles centro-orientale), eretto dai principi del Powys a partire dal XII secolo e rimodellato nella forma attuale di residenza in epoca Tudor e in epoca Stuart. L'edificio era un tempo la residenza dei principi e dei signori di Powys e, in seguito, della famiglia Herbert.
Il castello, uno dei rari esempi di fortezze del Galles che non caddero in rovina al termine delle guerre medievali, è posto sotto la tutela del National Trust.

## Ubicazione
Il castello si trova 2 km a sud dal centro abitato di Welshpool.

## Architettura
Il castello si erge su uno sperone roccioso e si caratterizza per il colore rosso delle sue facciate. L'edificio è circondato da giardini rinascimentali all'italiana impiantati tra il 1688 e il 1722, unico esempio in questo stile risalente a questo periodo in tutto il Regno Unito.
|  |

## Storia
La fortezza originaria fu eretta nel XII secolo dai principi del Powys per difendersi dalle invasioni da parte degli Inglesi.

L'edificio cadde però nelle mani degli Inglesi nel 1196, quando fu conquistato dall'arcivescovo Hubert Walter.
Tornato nelle mani dei principi del Powys nel XIII secolo, fu intrapresa ad opera del principe Owain un'opera di riammodernamento.
Nel 1587, il castello divenne di proprietà di Sir Edward Herbert, che fece ampliare l'edificio: di quest'opera di ampliamento, terminata nel 1595, è tuttora visible soltanto la Long Gallery, risalente al 1593.
Nel 1644, nel corso della guerra civile inglese, durante la quale i signori di Powis manifestarono il loro favore alla corona inglese, il castello fu conquistato dalle truppe repubblicane, guidate da Thomas Myddelton.
In seguito, nel 1667, il castello fu ereditato dal figlio di Sir Edward Herbert, William, primo Lord di Powis, che trasformò l'edificio in una residenza barocca.
Un'opera di ampliamento fu intrapresa anche da George Herbert, secondo earl di Powis a partire dal 1772.
Ulteriori opere di riammodernamento furono quindi intraprese tra il 1815 e il 1818 e a partire dal 1902.
Nel 1952, l'edificio fu acquisito dal National Trust. Rimase tuttavia una residenza privata sino al 1988.